# 第三次サン・イルデフォンソ条約
第三次サン・イルデフォンソ条約（だいさんじサン・イルデフォンソじょうやく、仏: Troisième traité de San Ildefonso, 西: Tercer tratado de San Ildefonso）は、フランスの統領政府とスペイン王国の間で締結した条約。
この条約により、第二次サン・イルデフォンソ条約の内容が再確認されるとともに、フランスがスペインからルイジアナを取り返した。

## 締結
1800年10月1日、フランス代表ルイ＝アレクサンドル・ベルティエとスペイン代表マリアーノ・ルイス・デ・ウルキホの間で成立した。
条約の名前は、スペインのラ・グランハ・デ・サン・イルデフォンソ宮殿で締結されたことによる。

## 内容
条約の内容は下記である。
- フランスはブルボン＝パルマ家の公子ルドヴィーコを王に仕立てるための領地を用意する。領地の場所はこの条約では決められなかったが、トスカーナとする討議がされた。
- ルドヴィーコが即位した1か月後、スペインはフランスに74門艦を6隻譲渡する。
- ルドヴィーコが即位した6か月後、スペインはフランスにルイジアナを返還する。

この条約は秘密条約であった。スペイン王カルロス4世お気に入りのマヌエル・デ・ゴドイですら、裁可から1か月間知らされなかった。
ウルキホは1800年末に宰相の位をゴドイに奪われるが、リュネヴィルの和約でフランスがトスカーナ大公国を得たためルドヴィーコ即位の目途が立ち、交渉が再開された。その結果、アランフエス条約が締結された。